# Lainate
Lainate – miejscowość i gmina we Włoszech, w regionie Lombardia, w prowincji Mediolan.
Według danych na rok 2004 gminę zamieszkiwało 23 308 osób, 1942,3 os./km².